# フレア航空
フレア航空 (Flair Airlines) は、カナダのエドモントンを拠点とする格安航空会社。カナダ、アメリカ、メキシコに路線を展開している。運航機材はボーイング737を使用している。